# Прингл, Айлин
Айлин Прингл (англ. Aileen Pringle, урождённая Айлин Бисби (англ. Aileen Bisbee), 23 июля 1895 — 16 декабря 1989) — американская актриса.

## Биография
Айлин Бисби родилась в Сан-Франциско в состоятельной и известной в городе семье, благодаря чему получила хорошее образование в Европе. В 1916 году она вышла замуж за богатого чиновника с Ямайки Чарльза Маккензи Принга. Актёрский дебют Прингл состоялся в 1920 году, и одну из первых своих ролей она сыграла в короткометражке «Похищенные мгновения» с Рудольфо Валентино в главной роли. В 1924 году её подруга, британская романистка Элинор Глин, пригласила актрису на главную роль в экранизацию своего произведения «Три недели», после чего карьера Прингл стала стремительно развиваться.
В ноябре 1924 года Айлин Прингл была одной из гостей, наряду с Луэллой Парсонс, Чарли Чаплином и Мэрион Дэвис, на яхте миллиардера Уильяма Рендольфа Херса «Онеида», по случаю дня рождения режиссёра Томаса Инса. Это мероприятие завершилось весьма печально, так как на следующий после дня рождения день Томас Инс был госпитализирован, и через пару дней скончался. Хотя его смерть была вызвана желудочно-кишечным заболеванием, пресса подняла большую шумиху вокруг этого события, в которой оказались замешаны все гости данного мероприятия, в том числе и Айлин Прингл.
В актёрской среде Прингл мало с кем общалась, поддерживая при этом тесные дружеские отношения с видными представителями литературной среды. Среди её друзей были Карл Ван Вехтен, Г. Л. Менкен, Руперт Хьюз и Джозеф Хергешейфер, из-за чего пресса окрестила её «любимицей интеллигенции». Художник Ральф Бартон также был другом актрисы, и использовал Прингл в качестве модели для образа Дороти в его иллюстрациях к новелле «Джентльмены предпочитают блондинок» Аниты Лус.
На протяжении 1920-х годов Прингл продолжала довольно много сниматься, появившись в таких картинах как «Оловянные боги» (1926), «Дама с камелиями» (1926), «Тело и душа» (1927), «Сон любви» (1928), «Люди искусства» (1928) и «Уолл Стрит» (1929). С началом эры звукового кино студии начали искать новых звёзд для своих кинолент, и карьера Прингл начала угасать. Актриса переместилась на роли второго плана, появившись в дальнейшем в таких картинах как «Джейн Эйр» (1934), «Жена против секретарши» (1936), «Ничего святого» (1937), «Женщины» (1939) и «Они умерли на своих постах» (1941). В 1944 году она в последний раз появилась на большом экране, после чего завершила свою актёрскую карьеру.
После развода с Чарльзом Маккензи Принглом в 1926 году, актриса состояла в браке с писателем Джеймсом М. Кейном, союз с которым продлился всего два года (1944—1946). Остаток жизни Айлин Прингл провела в достатке, проживая в Нью-Йорке, где в 1989 году скончалась в возрасте 94 лет. Её вклад в киноиндустрию США отмечен звездой на Голливудской аллее славы.